# لوسي ديفيتو
لوسي ديفيتو (بالإنجليزية: Lucy DeVito)‏ هي ممثلة أمريكية، ولدت في 11 مارس 1983 بنيويورك في الولايات المتحدة.

## وصلات خارجية
- لوسي ديفيتو على موقع IMDb (الإنجليزية)
- لوسي ديفيتو على موقع ألو سيني (الفرنسية)
- لوسي ديفيتو على موقع أول موفي (الإنجليزية)
- لوسي ديفيتو على موقع قاعدة بيانات الفيلم (الإنجليزية)
- لوسي ديفيتو على موقع كينوبويسك (الروسية)